# Henry Mintzberg
Henry Mintzberg (ur. 2 września 1939 w Montrealu) – kanadyjski ekonomista, profesor, wykładowca akademicki, autor wielu prac z zakresu zarządzania.

## Życiorys
Na Uniwersytecie w Cambridge ukończył studia magisterskie (1965) i doktoranckie (1968). Od 1968 wykłada na wydziale Desautels Faculty of Management na Uniwersytecie McGilla w Montrealu. W latach 1991–1999 wykładał gościnnie w INSEAD.
Jest autorem ponad 150 publikacji na temat zarządzania i strategii w biznesie. W 1975 zaproponował listę dziesięciu ról najczęściej pełnionych przez menedżerów. W 1983 w Structure in Fives przedstawił własny model struktury organizacyjnej, wyróżnił sześć typów idealnych struktur organizacyjnych i stworzył model teorii struktur organizacyjnych. W 1994 w książce The Rise and Fall of Strategic Planning skrytykował część praktyk stosowanych w zarządzaniu strategicznym.
W 2004 opublikował książkę Managers Not MBAs, w której skrytykował błędnie według niego praktyki stosowane w nauczaniu zarządzania. Mintzberg twierdzi, że prestiżowe uczelnie Harvard Business School i Wharton School są ukierunkowane na liczby i chcą z zarządzania zrobić naukę, niszcząc w ten sposób prawidłowe podejście do zarządzania. Mintzberg jest zwolennikiem większego nacisku na studia podyplomowe dla managerów z praktyką (w odróżnieniu od studentów mających nikłe pojęcie o praktyce zarządzania), których można uczyć, bazując na problemach, z którymi spotkali się w życiu.
Mimo krytycznego stosunku do strategii stosowanych przez środowisko konsultantów dwa razy otrzymał nagrodę McKinsey Award za najlepszy artykuł opublikowany w „Harvard Business Review”.
W 1997 został uhonorowany Orderem Kanady, a w 1998 został kawalerem orderu National Order of Quebec. Jest również członkiem Strategic Management Society.
Mintzberg stworzył i prowadzi dwa programy nauczania, które pokazują jego alternatywne podejście do zarządzania i planowania strategicznego na Uniwersytecie McGilla: International Masters in Practicing Management (I.M.P.M.) i International Masters for Health Leadership (I.M.H.L.). Wraz z Philem LeNirem stworzył prywatną firmę zajmującą się wdrażaniem jego podejścia do zarządzania.

## Role menedżerskie
W odróżnieniu od wcześniejszych definicji zarządzania i czynności wykonywanych przez kierowników, w szczególności autorstwa Henriego Fayola, Mintzberg był zainteresowany, nie czym powinni zajmować się menedżerowie, ale czym faktycznie zajmują się oni w swojej codziennej pracy. Na podstawie empirycznych badań szczególnego typu obserwacji – shadowingu – Mintzberg opracował rzeczywisty zestaw ról menedżerskich: role interpersonalne, role informacyjne i role decyzyjne.

## Publikacje
- 1973: The Nature of Managerial Work
- 1979: The Structuring of Organizations: A Synthesis of the Research
- 1983: Power In and Around Organizations
- 1983: Structure in fives: Designing Effective Organizations, Prentice Hall
- 1989: Mintzberg on Management: Inside Our Strange World of Organizations
- 1991: The Strategy Process (wraz z Joem Lampelem, Sumantrą Ghoshal i J.B. Quinnem)
- 1994: The Rise and Fall of Strategic Planning: Reconceiving the Roles for Planning, Plans, Free Press, ISBN 0-02-921605-2.
- 1998: Strategy Safari (wraz z Bruce’em Ahlstrandem i Joem Lampelem)
- 2000: Managing Publicly (wraz z Jakiem Bourgaultem)
- 2000: Why I Hate Flying
- 2004: Managers not MBAs, ISBN 1-57675-275-5.
- 2005: Strategy Bites back
- 2007: Tracking Strategies: Towards a General Theory of Strategy Formation
- 2009: Managing. W Polsce wydane przez Wydawnictwo Nieoczywiste pod tytułem: Zarządzanie, ISBN 978-83-63391-83-6.